# Montes de Castejón
Los Montes de Castejón son un conjunto de montes en la comarca de las Cinco Villas, en Aragón, España, localizados a unos 30 km al norte de Zaragoza. Llevan el nombre de la localidad de Castejón de Valdejasa, en el centro de esta zona montañosa. Parte de la sierra se encuentra declarada Zona de Especial Protección de las Aves (ZEPA), por lo que aparece reflejada en el registro europeo de espacios protegidos de la Red Natura 2000.

## Situación geográfica
La cumbre más alta de la sierra es el Vértice Esteban (746 m), en la cual podemos encontrar unas instalaciones militares. Otras alturas importantes son el Guarizo (745 m), Muses (741 m), Pola (688 m), Pinatonar (685 m) o Pogallinero (639 m). Instalados en lo alto de las crestas superiores podemos encontrar aerogeneradores eólicos.
La vertiente norte de la sierra que da a la localidad de Erla se conoce también como Sierra de Erla, o como Montes de Sora en las inmediaciones del Castillo de Sora.
La serranía que forman estos montes junto con los de Montes de Zuera, son conocidos también en algunas voces como Muela del Castellar. Podríamos decir que la separación entre las dos sierras coincidiría con la siguiente relación:
- Cuadrante Nordeste de la serranía, los propiamente dichos Montes de Castejón.
- Cuadrantes Noroeste y Suroeste de la serranía, o Montes de Zuera.

La citada separación de estas dos sierras, que asimismo coincide con la de los términos municipales de las dos localidades, se da en una ralla (cresta en Aragonés) de unos 9 km de orientación norte-sur, claramente visible desde ciertas zonas cercanas. Por esta cresta discurre el Camino del Cerro de Castejón, coincidente en algunos tramos con la Cañada Real de la Muga de Zuera, desde el paraje del Cubilar Hondo hasta el Alto de San Esteban, puerto de montaña de 700 m de altitud en la carretera A-1102.
Por otra parte los Montes de Castejón tienen otras dos vertientes a mencionar, la que pertenece al término municipal de Tauste, también llamada localmente como Sierra de Monte Alto, y la que se orienta hacia Zaragoza y llega hasta la zona de El Castellar (espacio natural), perteneciente al municipio de la ciudad pero ocupado casi en su totalidad por el Campo de Maniobras militares de San Gregorio, centro instructor del Ejército de Tierra.

## Flora y fauna
Los Montes de Castejón están cubiertos de vegetación mediterránea, en su mayoría  constituida principalmente de carrasca (Quercus ilex) y pino carrasco (Pinus halepensis), además de ejemplares aislados de acirones (Acer campestre y Acer monspessulanum) o quejigos (Quercus faginea), en lo que se refiere al estrato arbóreo. En lo referente al arbustivo son frecuentes coscojas, enebros, sabinas, retamas y las lamiales. Conjuntos vegetales que son típicos de las sierras cercanas a la Depresión del Ebro, repetidos por ejemplo en la Sierra de Alcubierre, Monegros. Dichas formaciones están a menudo sujetas a incendios forestales recurrentes, principalmente expuestas durante la época de sequías. El último incendio grave se dio en verano de 2008, teniendo incluso que desalojar el pueblo por la cercanía de las llamas, calcinando 1.700 ha de monte del término municipal y 2.200 en total afectando también a los Montes de Zuera. La causa de dicho incendio lo originó un accidente en la carretera en la que un vehículo se salió de la calzada impactando contra un árbol. El incendio tardó dos días en sofocarse, teniendo que desplazarse numerosos medios civiles y militares, como la UME o las BRIF. No hubo que lamentar pérdidas humanas.
Se pueden encontrar varios árboles monumentales en estos montes como la Sabina Mateo o la Carrasca de Puy Oliva, catalogados sendos como Árbol Singular de Aragón.

## Figuras de protección
Los Montes de Castejón están encuadrados en una serranía de la también que forman parte los Montes de Zuera, y El Castellar (espacio natural), en una zona protegida con la figura de Zona de Especial Protección para las Aves denominado "ZEPA Montes de Zuera, Castejón de Valdejasa y El Castellar", también dentro de la Red Natura 2000.